# Asceloconchaspis milleri
Asceloconchaspis milleri är en insektsart som beskrevs av Williams 1992. Asceloconchaspis milleri ingår i släktet Asceloconchaspis och familjen Conchaspididae. Inga underarter finns listade i Catalogue of Life.